# Ратманський Михайло Самійлович
Ратма́нський Миха́йло Самі́йлович (1900 , Одеса, Одеське градоначальництво, Російська імперія  — 4 липня 1919 , Трипілля, Київська губернія, Українська СРР ) — один з організаторів комсомолу на Україні, комісар роти частин особливого призначення більшовиків.

## Біографія
Народився 1900 року в Одесі в сім'ї робітника. Коли йому було 6 років, батько поїхав на заробітки в США. Почав підробляти з 10 років. З 1912 року працював у Києві в ювелірній майстерні. Познайомився з марксистами в 1915 році на заняттях у підпільному гуртку, член партії більшовиків з 1916 року. Керував нелегальним соціал-демократичним гуртком молоді. Після Лютневої революції, у 1917 році, був обраний до Київської ради робітничих депутатів, став членом ініціативної групи Київського комітету РСДРП(б) з організації молоді міста. У жовтні 1917 року став одним із засновників соціалістичного Союзу робочої молоді «3-й Інтернаціонал». Учасник збройних повстань у Києві в жовтні-листопаді 1917 і в січні 1918 року, громадянської війни в Україні. Був обраний депутатом на III Всеукраїнський з'їзд Рад, що відбувся в Харкові 6–10 березня 1919 року. 
Загинув 4 липня 1919 року в бою з повстанцями отамана Зеленого в селі Трипілля (нині — Обухівський район, Київська область, Україна).

## Пам'ять
У 1926 році режисер Олександр Анощенко-Анод зняв фільм «Трипільська трагедія» (одна з перших ролей у кіно народної артистки УРСР Євгенії Петрової, у ролі Ратманського — Є. Тимофєєв).
Також про похід комсомольців створено кілька літературних творів:
- Письменник Леонід Первомайський у 1929 році опублікував поему «Трипільська трагедія».
- Поет Борис Корнілов[ru] у 1933 році створив поему «Трипілля».

За радянських часів на честь Ратманського було названо вулицю та провулок у Києві.